# عضلة موترة الطبل

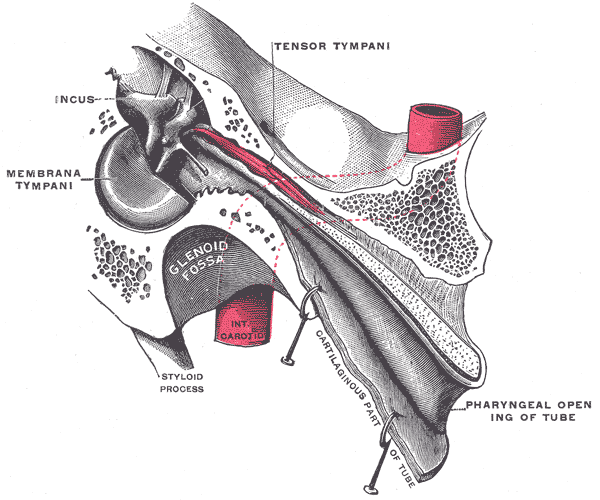
موترة الطبل

العضلة موترة الطبل أو العضلة الموترة للطبلة (بالإنجليزية: Tensor tympani) هي عضلة موجودة في الأذن الوسطى، تتوضع للأعلى والجانب الوسطي من قناة استاكيوس ضمن قناة عظمية، ينعطف وترها بمقدار زاوية قائمة عند النتوء الملعقي ويصل لعنق عظم المطرقة، يتم تزويدها عصبيا بالفرع الفكي السفلي للعصب الخامس (ثلاثي التوائم)، وظيفتها توتير غشاء الطبل.

## البنية
تنشأ العضلة الموتّرة للطبل من القسم الغضروفي للأنبوب السمعي، والجزء المجاور للجناح الكبير للعظم الوتدي، وكذلك من القناة السمعية التي تتوضّع ضمنها، وتنتهي بوترٍ نحيلٍ يدخل التجويف الطبلي، وتشكّل انحناءً حادًّا حول طرف الحاجز، المعروف بالناتئ قوقعي الشكل، وترتكز على السطح الأنسي للجزء العلوي لقبضة المطرقة.
تعدّ العضلة الموتّرة أكبر عضلتي الجوف الطبلي، الثانية هي العضلة الركابية.

### التعصيب
يعصّب العضلة الموتّرة للطبل العصب الطبلي الموتّر، فرعٌ من الانقسام الفكّي السفلي للعصب ثلاثي التوائم. وبينما تُعصَّب العضلة الموتّرة للطبل من الألياف الحركية للعصب ثلاثي التوائم، لا تتلقّى أليافًا من عقدة الثلاثي التوائم، والتي تعطي أليافًا حسّيةً فقط.

### التطوّر
تتطور العضلة الموتّرة للطبل من نسيج الأديم المتوسط في القوس البلعومية الأولى.

## العمل
تعمل العضلة الموتّرة للطبل على إخماد الصوت الناتج عن عملية المضغ. عندما تتوتّر العضلة تدفع المطرقة نحو الأنسي، وتوتّر الغشاء الطبلي وتخمد الاهتزازات في عظيمات السمع وبذلك تخّفف من المطال المدرك للصوت.

### التحكّم الإرادي
ينتج عن تقلص العضلة اهتزازاتٍ وأصواتٍ. تولّد الألياف المنتفضة ببطء بين 10 إلى 30 تقلّصًا في الثانية (يساوي من 10 إلى 30 هيرتز تردّد صوتي). وتولّد الألياف المنتفضة بسرعة بين 30 إلى 70 تقلّصًا في الثانية (يعادل بين 30 إلى 70 هيرتز تردّدًا صوتيًا). يُشهد ويُشعر بالاهتزاز من خلال التوتير العالي لإحدى العضلتين، يشبه حدوث قبضة قوية. يمكن للصوت أن يُسمع عن طريق تطبيق ضغط على العضلة المتوتّرة بشدّة ضد الأذن، ومرّة أخرى تعدّ القبضة القوية مثالًا جيّدًا. يوصف الصوت عادةً كصوت الرعد.
يمكن لبعض الأفراد توليد صوت الرعد إراديًا من خلال تقلّص العضلة الموتّرة للطبل في الأذن الوسطى. يمكن لصوت الرعد أن يُسمع أيضًا عندما تتوترعضلات الرقبة والفك بشكلٍ كبيرٍ كما عند التثاؤب العميق. عُرفت هذه الظاهرة منذ (على الأقل) عام 1884.

### التحكّم اللاإرادي (المنعكس الطبلي)
يساعد المنعكس الطبلي في منع تلف الأذن الداخلية من خلال تخفيف انتقال الاهتزازات من الغشاء الطبلي إلى النافذة البيضوية. يكون وقت استجابة المنعكس خلال 40 ميلي ثانية، غير سريعٍ كفايةً لحماية الأذن من الأصوات العالية المفاجئة مثل الانفجارات أو إطلاق النار. وبهذا، طُوِّر على الأغلب المنعكس الطبلي لحماية البشر الأوائل من قصفات صوت الرعد التي لا تحدث في جزءٍ من الثانية.
يعمل المنعكس من خلال تقلّص عضلتي الأذن الوسطى، الموتّرة للطبل والركابية. يسحب هذا المنعكس قبضة المطرقة للداخل ويشدّها. يمنع هذا التوتّر الاهتزازات من تدمير اللمف الظاهر. عُرف بأن الامتناع عن تناول أدويةٍ مثل البنزوديازيبينات سببٌ لحدوث متلازمة توتّر العضلة الموتّرة للطبل (تي تي تي إس) خلال فترة الامتناع. يتفعّل أيضًا المنعكس الطبلي عند توليد اهتزازاتٍ عاليةٍ من قبل الشخص نفسه. غالبًا ما يُلاحظ اهتزاز العضلة الموتّرة للطبل خلال الصراخ عند زيادة قوة الصوت، والذي يخمد الصوت بطريقةٍ ما.

## الأهمية السريرية
يطوّر كثيرٌ من الأشخاص المصايبن باحتداد السمع زيادة فعالية في العضلة الموتّرة للطبل في الأذن الوسطى كجزءٍ من الاستجابة الإجفالية لبعض الأصوات. تتفعّل العتبة المنخفضة لهذا المنعكس الذي يقلّص العضلة الموتّرة للطبل خلال إدراك/توقّع الصوت العالي، ويُدعى بمتلازمة توتّر العضلة الموتّرة للطبل (تي تي تي إس). يمكن للعضلة الموتّرة للطبل عند بعض الأشخاص المصابين باحتداد السمع أن تتقلّص بمجرّد التفكير بالصوت العالي. وبتتبّع التعرّض لأصواتٍ مفرطة، يشدّ هذا التقلّص في العضلة الموتّرة للطبل الغشاء الطبلي في الأذن، ممّا يؤدّي لأعراض ألم الأذن/ حسّ نابض/ حسّ امتلاء في الأذن (في حالة غياب أيّ خللٍ في الأذن الوسطى أو الداخلية).
الآلية وراء خلل أداء العضلة الموتّرة للطبل ونتائجها هي مجرّد افتراضٍ. وبأيّ حال، في دراسةٍ منشورةٍ، درس الباحثون حالة الصدمة الصوتية التي تشير آليتها إلى خلل أداء في العضلة الموتّرة للطبل. وتبدو هذه الدراسة بأنها الأولى التي أمّنت دعمًا تجريبيًا يشير إلى أن عضلات الأذن الوسطى قد تتصرّف بشكلٍ غير طبيعيٍّ بعد الصدمة الصوتية.
أُشير إلى أنّ هذه التقلّصات غير الطبيعية (مثل التقلّصات التوتّرية) للعضلة الموتّرة للطبل قد تثير التهابًا عصبيًا. وبالفعل، وُجدت أليافٌ تحتوي المواد بّي وسي جي أر بّي عن كثب.

## معرض صور

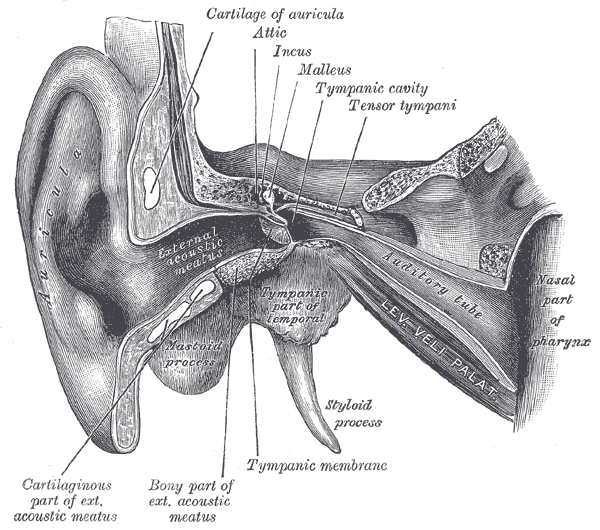
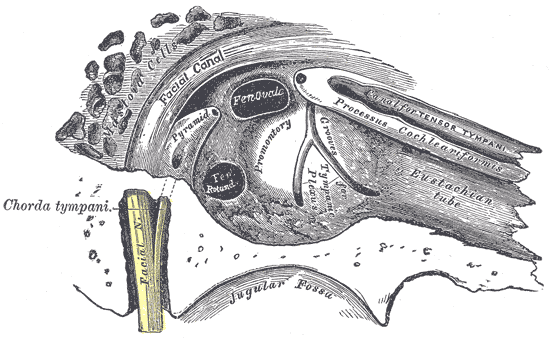
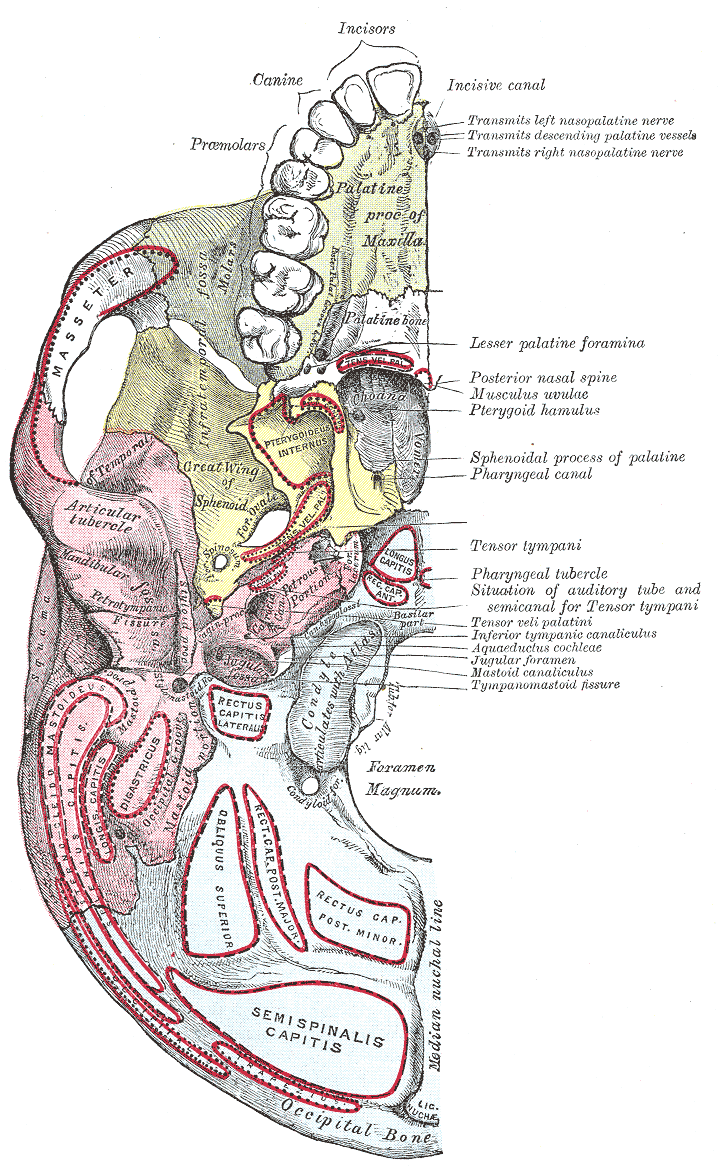

## روابط خارجية
- المنشأ والمرتكز والتعصيب للعضلة على موقع مدرسة طب شيكاغو ستيرتش في جامعة ليولا
- McGill نسخة محفوظة 12 أغسطس 2011 على موقع واي باك مشين.
- MadSci Network